# Wild Heather
Wild Heather è un film muto del 1921 diretto da Cecil M. Hepworth

## Trama
Un senatore, prima di morire, sposa una giovane giornalista alla quale lasciare la cura dei suoi tre figli.

## Produzione
Il film fu prodotto dalla Hepworth.

## Distribuzione
Distribuito dalla Hepworth, il film uscì nelle sale cinematografiche britanniche nell'agosto 1921.
Si pensa che sia andato distrutto nel 1924 insieme a gran parte degli altri film della Hepworth. Il produttore, in gravissime difficoltà finanziarie, pensò in questo modo di poter almeno recuperare l'argento dal nitrato delle pellicole.